# Мурав'янка-куцохвіст бразильська
Мурав'янка-куцохвіст бразильська (Willisornis vidua) — вид горобцеподібних птахів родини сорокушових (Thamnophilidae). Ендемік Бразилії. Раніше вважався конспецифічним з великою мурав'янкою-куцохвостом.

## Підвиди
Виділяють два підвиди:
- W. v. nigrigula (Snethlage, E, 1914) — південь центральної Бразильської Амазонії (від правого берега річки Кануман до річки Тапажос і правого берега річки Телес-Пірес;
- W. v. vidua (Hellmayr, 1905) — схід Бразильської Амазонії (на південь від Амазонки, від Шінгу до західного Мараньяна, на південь до північного Токантінса).

Деякі дослідники виділяють підвид W. v. nigrigula у окремий вид Willisornis nigrigula.

## Поширення і екологія
Бразильські мурав'янки-куцохвости живуть в підліску вологих рівнинних і заболочених тропічних лісів. Зустрічаються на висоті до 1200 м над рівнем моря. Живляться комахами та іншими безхребетними. Живляться комахами.